# Ron Huldai
Ron Huldai (en hebreo: רון חולדאי‎; Hulda, 26 de agosto de 1944) es un político israelí, alcalde de Tel Aviv desde 1998. Anteriormente a dedicarse a la política fue piloto de caza en la Fuerza Aérea Israelí. Es miembro del Partido Laborista de Israel.

## Biografía
Nació en 1944 en el kibutz Hulda, de judíos polacos originarios de la ciudad de Łódź. Estudió en la Universidad de Tel Aviv graduándose en Historia; en la Universidad de Auburn de Montgomery, en Alabama; en la Escuela de Guerra de Fuerza Aérea de los EE. UU. de Maxwell, en la Base de la Fuerza Aérea, (Montgomery, AL), y en la Universidad de Pensilvania se graduó en el Programa de Dirección Avanzada de la Escuela de Wharton. 
En el curso de sus veintiséis años de servicio militar en la Fuerza Aérea de Israel (1963-1989), sirvió como piloto de combate y se desempeñó en varios puestos clave del altos mando. Como General de Brigada, estuvo a cargo de Escuela de Formación de Pilotos de la Fuerza Aérea. También se desempeñó como coordinador de las autoridades gubernamentales y supervisor de proyectos de construcción civil para la FAI. 
Después de su retiro del servicio activo en 1989, entró en el sector privado. Tres años después, se convirtió en director de la prestigiosa escuela secundaria "Gymnasia Herzliya". Huldai permanecido en el cargo durante 3 años. 
Huldai fue elegido por primera vez alcalde de Tel Aviv en 1998 y reelegido para un segundo mandato en 2003, un tercero en 2008, un cuarto en 2013 y un quinto en 2018.